# غطريف (اسم)
غطريف هو اسم علم مذكر من أصل عربي، ومعناه هو السيد الشريف السخي الكريم، فرخ البازي الكثير الخيلاء.

## وصلات خارجية
- موسوعة السلطان قابوس لأسماء العرب نسخة محفوظة 5 أبريل 2019 على موقع واي باك مشين.